# JR Bourne
David Bourne, conosciuto professionalmente come JR Bourne (Toronto, 8 aprile 1970), è un attore canadese.

## Biografia
Meglio conosciuto per aver interpretato Martouf in Stargate SG-1 e Chris Argent in Teen Wolf, è stato uno dei personaggi ricorrenti della serie TV Revenge ed ha interpretato un cacciatore di streghe in The Secret Circle. Nel 2015 indossa i panni di Double Down in Arrow. Nell'estate del 2017 appare nella serie TV Somewhere Between, trasmessa sulla ABC dal 24 luglio al 19 settembre 2017. Nel 2018 è nel cast di Falling Water. Nel 2019 entra nel cast della sesta stagione di The 100, trasmessa su The CW come Russell Lightbourne, prime a capo del pianeta Sanctum; viene riconfermato nella settima stagione della stessa serie tornando ad interpretare Russel Lightbourne e Malachi kom Sangedakru, quest'ultimo uno degli antagonisti principali della stagione.

## Filmografia

### Cinema
- Porcaria, regia di Filipe Paulo - cortometraggio (1994)
- Jungleground, regia di Don Allan (1995)
- The Final Goal, regia di Jon Cassar (1995)
- Past Perfect, regia di Jonathan Heap (1996)
- Sea, regia di Andrew Williamson (2001)
- S.Y.N.A.P.S.E. - Pericolo in rete (Antitrust), regia di Peter Howitt (2001)
- Josie and the Pussycats, regia di Harry Elfont e Deborah Kaplan (2001)
- Exiles in Paradise, regia di Wesley Lowe (2001)
- I tredici spettri (Thirteen Ghosts), regia di Steve Beck (2001)
- Stuck, regia di Lindsay Bourne (2002)
- Cover Story, regia di Eric Weston (2002)
- The Favourite Game, regia di Bernar Hébert (2003)
- On the Corner, regia di Nathaniel Geary (2003)
- Arbor Vitae, regia di Lynda Boyd - cortometraggio (2003)
- The Truth About Miranda, regia di Mark Malone (2004)
- Chemistry, regia di Cameron Labine - cortometraggio (2004)
- Licantropia (Ginger Snaps Back: The Beginning), regia di Grant Harvey (2004)
- The Exorcism of Emily Rose, regia di Scott Derrickson (2005)
- Six Figures, regia di David Christensen (2005)
- The Score, regia di Kim Collier e Kim Colwell (2005)
- Severed, regia di Carl Bessai (2005)
- The Butterfly Effect 2, regia di John R. Leonetti (2006)
- Everything's Gone Green, regia di Paul Fox (2006)
- Unnatural & Accidental, regia di Carl Bessai (2006)
- Sisters, regia di Douglas Buck (2006)
- Odysseus & the Isle of Mists, regia di Terry Ingram (2008)
- Chronic Town, regia di Tom Hines (2008)
- Run Rabbit Run, regia di Kate Twa (2008)
- The Zero Sum, regia di Raphael Assaf (2009)
- Alleged, regia di Tom Hines (2010)
- Thule, regia di Robert Scott Wildes - cortometraggio (2011)
- Little Birds, regia di Elgin James (2011)
- Fly Away, regia di Janet Grillo (2011)
- Brake - Fino all'ultimo respiro (Brake), regia di Gabe Torres (2012)
- Fruitcake, regia di Sarah Baker Grillo e Seth M. Sherwood - cortometraggio (2015)
- La confessione di un marito (A Husband's Confession), regia di Michelle Mower (2015)
- The Tow, regia di Ian Bohen - cortometraggio (2015)
- La verità di Alice (Her Dark Past), regia di Kevin Shulman (2016)
- Teen Wolf - Il film (Teen Wolf: The Movie), regia di Russell Mulcahy (2023)

### Televisione
- Maledetta fortuna (Strange Luck) - serie TV, episodio 1x10 (1995)
- Side Effects - serie TV, episodi 2x09-2x11 (1995-1996)
- Sentinel (The Sentinel) - serie TV, episodio 2x02 (1996)
- Two - serie TV, episodio 1x08 (1996)
- Millennium - serie TV, episodio 1x05 (1996)
- Madison - serie TV, 4 episodi (1996-1997)
- The Right Connections, regia di Chuck Vinson - film TV (1997)
- The Inspectors, regia di Brad Turner - film TV (1998)
- Futuresport, regia di Ernest R. Dickerson - film TV (1998)
- Il corvo (The Crow: Stairway to Heaven) - serie TV, episodio 1x08 (1998)
- Viper - serie TV, episodio 3x10 (1998)
- Stargate SG-1 - serie TV, 7 episodi (1998-2006)
- Dead Man's Gun - serie TV, episodio 2x19 (1999)
- Aftershock - Terremoto a New York, regia di Mikael Salomon (1999)
- Horizon (Higher Ground) - serie TV, episodio 1x14 (2000)
- Oltre i limiti (The Outer Limits) - serie TV, episodio 6x19 (2000)
- Il richiamo della foresta (Call of the Wild) - serie TV, episodio 1x05 (2000)
- Beggars and Choosers - serie TV, episodi 2x06-2x18 (2000-2001)
- Big Sound - serie TV, episodi 1x04-1x16 (2001)
- Ritorno al lago maledetto (Return to Cabin by the Lake), regia di Po-Chih Leong - film TV (2001)
- Jeremiah - serie TV, episodio 1x12 (2002)
- Breaking News - serie TV, episodio 1x03 (2002)
- Andromeda - serie TV, episodi 3x21-3x23 (2003)
- World of Honor, regia di Robert Markowitz - film TV (2003)
- Charlie's Angels Story - Fatti e misfatti (Behind the Camera: The Unauthorized Story of Charlie's Angels), regia di Francine McDougall - film TV (2004)
- Century City - serie TV, episodio 1x01 (2004)
- L'amore a portata di mouse (Perfect Romance), regia di Douglas Barr - film TV (2004)
- Cold Squad - Squadra casi archiviati (Cold Squad) - serie TV, 5 episodi (2004-2005)
- Innocenza in vendita (Selling Innocence), regia di Pierre Gang - film TV (2005)
- Godiva's - serie TV, 7 episodi (2006)
- The Dead Zone - serie TV, episodio 5x08 (2006)
- CSI: Miami - serie TV, episodio 5x15 (2007)
- 24 - serie TV, episodio 6x15 (2007)
- Superstorm - miniserie TV, episodi 1x01-1x02-1x03 (2007)
- CSI - Scena del crimine (CSI: Crime Scene Investigation) - serie TV, episodio 7x23 (2007)
- NCIS - Unità anticrimine (NCIS) - serie TV, episodio 5x09 (2007)
- The Mentalist - serie TV, episodio 1x07 (2008)
- The Lost Treasure of the Grand Canyon, regia di Farhad Mann - film TV (2008)
- NCIS: Los Angeles - serie TV, episodi 1x11-1x14 (2010)
- Smallville - serie TV, episodio 9x14 (2010)
- Cold Case - Delitti irrisolti (Cold Case) - serie TV, episodio 7x22 (2010)
- Mann's World, regia di Michael Patrick King - film TV (2011)
- Teen Wolf - serie TV, 74 episodi (2011-2017)
- Flashpoint - serie TV, episodio 4x09 (2011)
- Fringe - serie TV, episodi 2x06-3x12 (2011)
- Suits - serie TV, episodi 1x06-5x06 (2011-2015)
- The Secret Circle - serie TV, 5 episodi (2011-2012)
- Revenge - serie TV, 7 episodi (2012-2013)
- Grand Theft Auto: Give Me Liberty, regia di Sam Sabawi - film TV (2014)
- Unreal - serie TV, episodi 1x04-1x05 (2015)
- Satisfaction - serie TV, 3 episodi (2015)
- Arrow - serie TV, episodio 4x03 (2015)
- Outcast - serie TV, episodio 1x03 (2016)
- Prototype, regia di Juan Carlos Fresnadillo - film TV (2016)
- Somewhere Between - serie TV, 9 episodi (2017)
- Falling Water - serie TV, 6 episodi (2018)
- The 100 - serie TV, 26 episodi (2019-2020)

## Doppiatori italiani
Nelle versioni in italiano delle opere in cui ha recitato, JR Bourne è stato doppiato da:
- Francesco Bulckaen in Smallville, Suits (ep. 1x06)
- Tony Sansone in Sisters, NCIS - Unità anticrimine
- Alessio Cigliano in Somewhere Between, The 100
- Fabio Boccanera in Teen Wolf, Teen Wolf - Il film
- Roberto Chevalier in Stargate SG-1
- Davide Marzi in CSI: Miami
- Fabrizio Pucci in CSI - Scena del crimine
- Christian Iansante in The Exorcism of Emily Rose
- Riccardo Scarafoni in 24
- Riccardo Rossi in The Mentalist
- Daniele Valenti in Fringe (ep. 2x06)
- Gaetano Lizzio in NCIS: Los Angeles (ep. 1x11)
- Giuliano Santi in NCIS: Los Angeles (ep. 1x14)
- Riccardo Niseem Onorato in Cold Case - Delitti irrisolti
- Stefano Billi in Suits (ep. 5x06)
- Gaetano Varcasia in Revenge
- Andrea Lavagnino in Falling Water
- Fabrizio Dolce in Mayans M.C.
- Massimiliano Manfredi in Licantropia

Da doppiatore è sostituito da:
- Francesco Bulckaen in Brake - Fino all'ultimo respiro